# Reiterkrieg

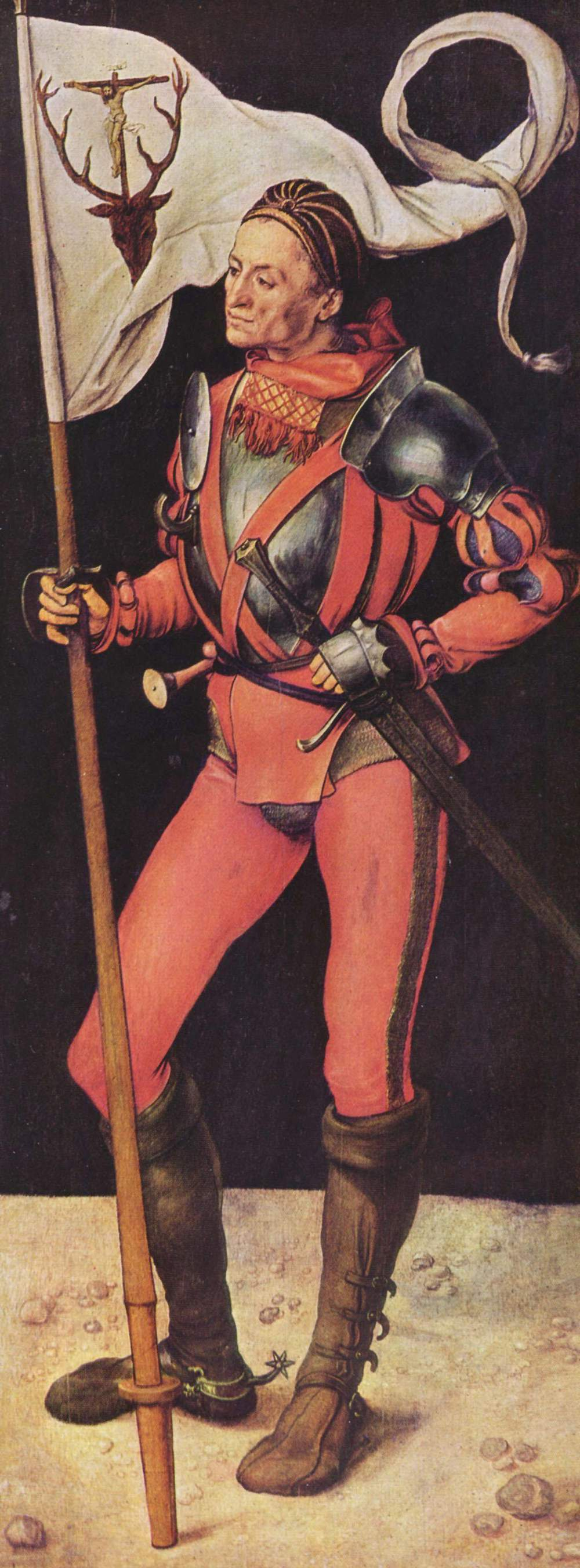
Ein deutscher Landsknecht des 16. Jahrhunderts, nach Albrecht Dürer

Der Reiterkrieg von 1519 bis 1521 war der letzte militärische Versuch des Deutschen Ordens unter seinem letzten Hochmeister Albrecht von Brandenburg-Ansbach, den Deutschordensstaat in Ostpreußen von der Vormundschaft Polens zu befreien. Im Waffenstillstand nach ergebnislosen Kämpfen bekannte sich Albrecht zur Lehre Luthers, säkularisierte 1525 das Land und nahm es als erster Herzog von Preußen als Lehen von König Sigismund I. von Polen.

## Vorgeschichte
Der Zweite Thorner Frieden von 1466, der die Niederlage des Deutschen Ordens im Dreizehnjährigen Krieg gegen die Allianz aus Preußischem Bund und Polen besiegelte, hatte dem Orden nicht nur empfindliche Gebietsverluste eingebracht, sondern ihn durch die Verpflichtung zur Heeresfolge und zur Ableistung eines Treueeides gegenüber dem polnischen König in ein unerträgliches Abhängigkeitsverhältnis zu Polen gebracht. Nachdem der Orden 1497 von Polen gezwungen worden war, am Türkenfeldzug teilzunehmen, der sich jedoch weniger gegen die Türken richtete, sondern eher der Erweiterung des polnischen Herrschaftsgebietes diente, suchten die Hochmeister des Ordens sich aus der Abhängigkeit von Polen zu befreien.
Zunächst wurde der Plan des Hochmeisters Hans von Tiefen in die Tat umgesetzt, als seine Nachfolger deutsche Reichsfürsten zu wählen, die sich der Pflicht zum Treueeid leichter widersetzen konnten. Nach dem Tode von Tiefens wurde 1498 Herzog Friedrich von Sachsen zum Hochmeister gewählt. Er leistete den Treueeid nicht mehr, ebenso wenig sein Nachfolger Markgraf Albrecht von Brandenburg-Ansbach. Dieser versuchte dann, mit militärischen Mitteln die Regelungen des Zweiten Thorner Friedens rückgängig zu machen.

## Der Krieg

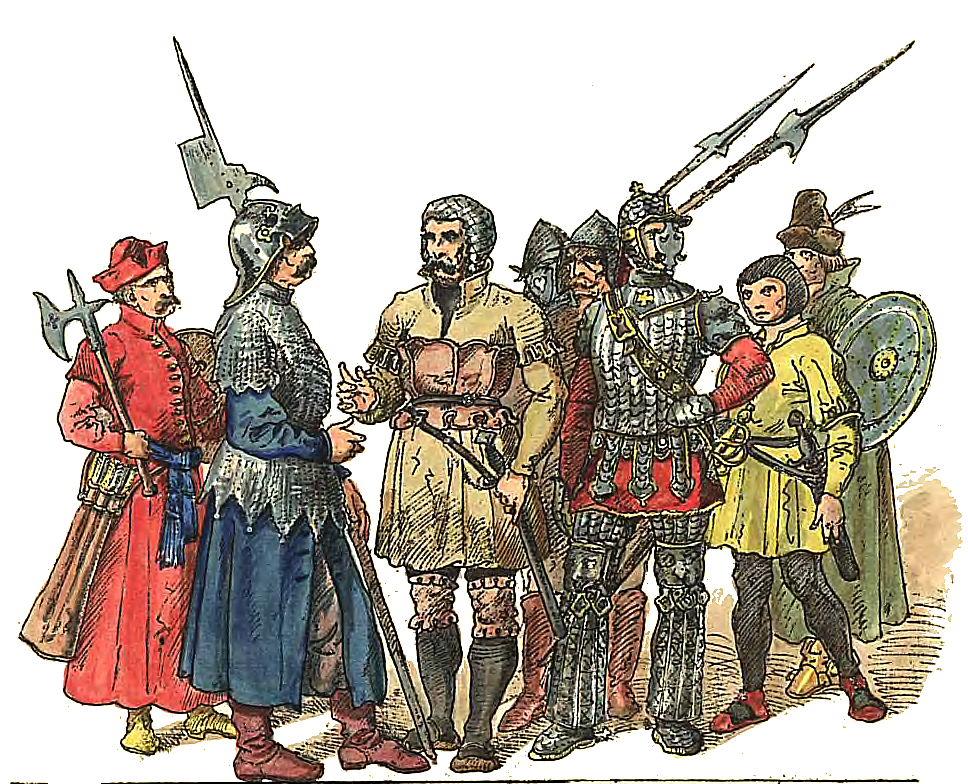
Polnische Soldaten 1507–1548 (nach Jan Matejko)

Den Kampf gegen seinen Onkel, den polnischen König Sigismund I., begann Albrecht mit dem Überfall auf die ermländische Stadt Braunsberg am 31. Dezember 1519. Sigismund fiel daraufhin in das zum Orden gehörende Pomesanien ein. Während der vierzehnmonatigen Kampfhandlungen kam es nie zu einer offenen Feldschlacht beider Heere, vielmehr zogen die hauptsächlich aus Söldnern zusammengestellten Truppen zerstörend einerseits durch das Ermland und andererseits durch den Südwesten des Ordenslandes. Zunächst hatte es den Anschein, als würden die polnischen Truppen die Oberhand gewinnen, denn es gelang ihnen, weit in den Nordosten fast bis nach Königsberg vorzustoßen. Die preußischen Stände setzten sich für einen Waffenstillstand ein. Der Hochmeister reiste im Juni 1520 zu Verhandlungen mit Sigismund nach Thorn, brach die Gespräche nach kurzer Zeit aber wieder ab, als er erfuhr, dass eine dänische Hilfstruppe zu seiner Unterstützung aufgebrochen war. So flammten die Kämpfe wieder auf, immer wieder durch neue Verhandlungen unterbrochen.
1520 gelang es Albrecht, mit Hilfe deutscher Fürsten ein neues 10.000 Mann starkes Söldnerheer anzuwerben. Mit diesem drängte er die polnische Streitmacht bis an die Weichsel zurück, die sie wegen Hochwassers nicht überschreiten konnte. Er konzentrierte die ihm zur Verfügung stehenden Kräfte nun jedoch nicht zu einer Entscheidungsschlacht, sondern führte Kämpfe im Ermland, wo er vergeblich versuchte, die Stadt Heilsberg einzunehmen.
Ebenso erfolglos versuchte das Söldnerheer, Danzig zu erobern. Dann löste es sich angesichts ausbleibender Erfolge auf.

## Kriegsende und Friedensschluss

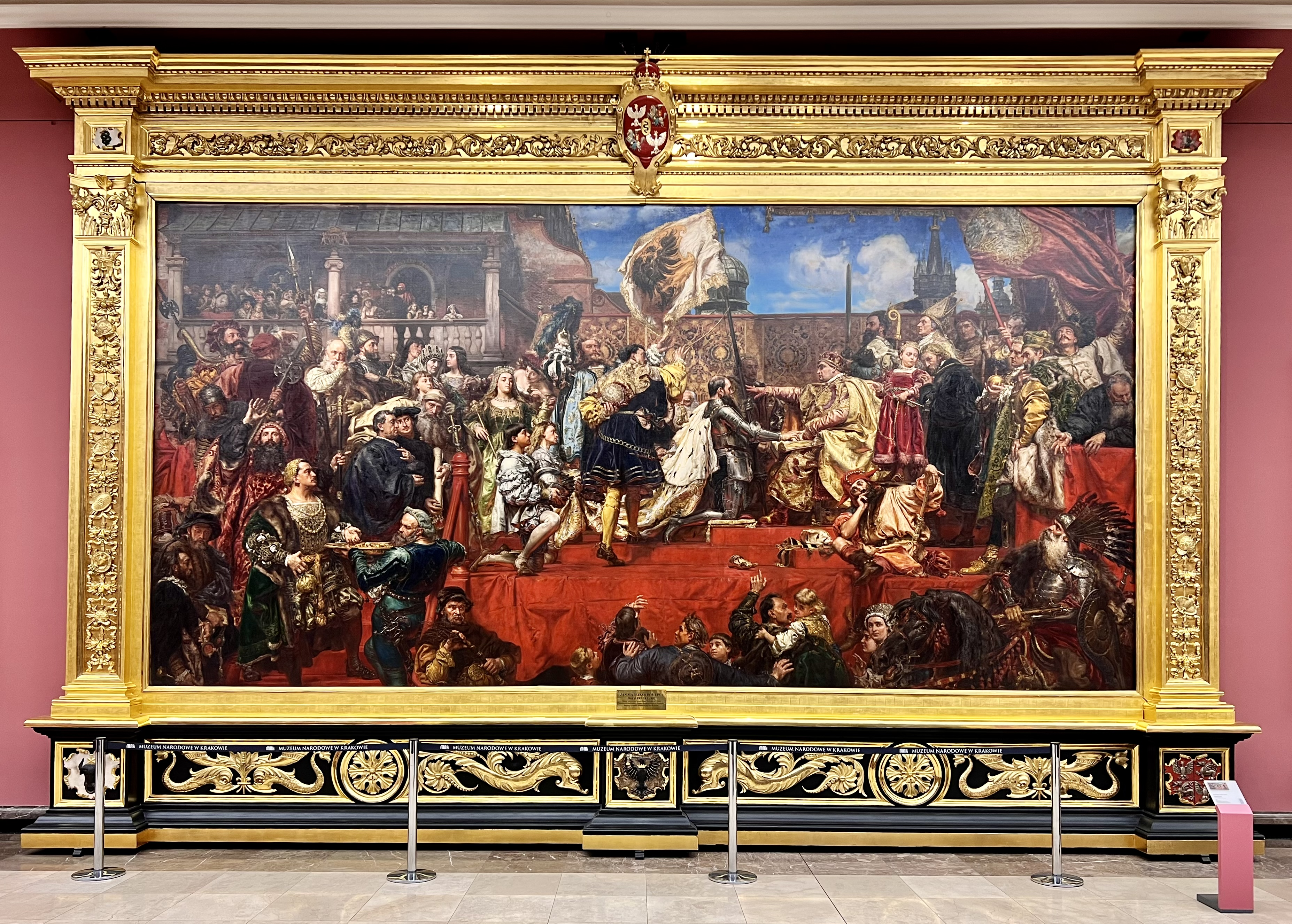
Die Preußische Huldigung 1525, Gemälde von Jan Matejko, 19. Jahrhundert

Als damit der Orden wieder ernsthaft in Gefahr geriet und zudem eine erneute Türkeninvasion befürchtet wurde, griffen der römisch-deutsche Kaiser Karl V. und der böhmisch-ungarische König Ludwig II. zur Befriedung der Region in das Geschehen ein und vermittelten einen vierjährigen Waffenstillstand, der am 5. April 1521 in Kraft trat.
Albrecht reiste in der folgenden Zeit nach Deutschland. Auf Anraten Luthers führte er 1525 in seinem Land die Reformation ein. Am 8. April 1525 beendete der Vertrag von Krakau den Krieg. Darin nahm Albrecht aus der Hand des polnischen Königs Sigismund den vormaligen Ordensstaat als Herzogtum Preußen zum Fahnenlehen. Die Schritte Albrechts schmälerten Macht und Einkünfte des Deutschen Ordens empfindlich und wurden weder vom Papst noch vom Heiligen Römischen Reich anerkannt.